# Ида (филм)
Ида црно-бела је пољска филмска драма из 2013. редитеља Павела Павликовског. У главним улогама су Агата Кулеша и Агата Тшебуховска, док су сценарио написали Павел Павликовски и Ребека Ленкјевич. Радња се одиграва у Пољској 1962. Главна протагонисткиња Ана је млада римокатоличка искушеница, која пре полагања монашког завета сазнаје да је сироче пореклом из јеврејске породице страдале у Холокаусту. Не би ли је суочили са прошлошћу и потврдили њену одлуку о монашком животу, манастир је шаље у посету њеној тетки, бившој државној тужитељки, комунисткињи и јединој преживелој рођаци, која по сваку цену жели да је одговори од монашког живота. На ову интимну породичну причу индиректно се одражавају најснажније трауме пољске историје средине двадесетог века: немачка окупација, Холокауст, комунистички режим и стаљинизам. Филм је визуелно и тематски упоређен са „Страдањем Јованке Орлеанке“ Карла Теодора Дрејера из 1928, јер је Ида баш као и Орлеанка неми посматрач насилног механизма историје; као и са филмом Дневник сеоског свештеника Робера Бресона из 1951, али без Бресонове дубоке вере у спасење.
Филм је наишао на позитиван пријем код филмских критичара и тренутно на сајту Ротен томејтос има 96 посто позитивних филмских рецензија са просечном оценом од 8,3/10 и са сумирајућим коментаром: Саосећајно написан, сјајно одглумљен и дивно снимљен, „Ида“ је омогућила режисеру Павелу Павликовском да се снажним учинком врати својим почецима. Освојио је Оскара у категорији најбољи филм ван енглеског говорног подручја, и тиме постао први пољски филм награђен наградом Америчке филмске академије. У истој категорији освојио је и британску награду БАФТА, као и награду Европске филмске академије за најбољи филм.

## Улоге
| Глумац            | Улога              |
| ----------------- | ------------------ |
| Агата Тшебуховска | Ида Лебенстајн/Ана |
| Агата Кулеша      | Ванда Груз         |
| Давид Огродник    | саксофониста       |
| Јоана Кулиг       | џез певачица       |
| Халина Скочињска  | игуманија          |